# Pericapritermes
Pericapritermes es un género de termitas isópteras perteneciente a la familia Termitidae que tiene las siguientes especies:
1. Pericapritermes appellans
2. Pericapritermes assamensis
3. Pericapritermes beibengensis
4. Pericapritermes brachygnathus
5. Pericapritermes buitenzorgi
6. Pericapritermes chiasognathus
7. Pericapritermes desaegeri
8. Pericapritermes dolichocephalus
9. Pericapritermes dumicola
10. Pericapritermes dunensis
11. Pericapritermes durga
12. Pericapritermes emersoni
13. Pericapritermes gloveri
14. Pericapritermes gutianensis
15. Pericapritermes heteronotus
16. Pericapritermes jangtsekiangensis
17. Pericapritermes laetus
18. Pericapritermes latignathus
19. Pericapritermes machadoi
20. Pericapritermes magnificus
21. Pericapritermes minimus
22. Pericapritermes modiglianii
23. Pericapritermes mohri
24. Pericapritermes nigeriana
25. Pericapritermes nitobei
26. Pericapritermes paetensis
27. Pericapritermes pallidipes
28. Pericapritermes papuanus
29. Pericapritermes paraspeciosus
30. Pericapritermes parvus
31. Pericapritermes perparvus
32. Pericapritermes pilosus
33. Pericapritermes schultzei
34. Pericapritermes semarangi
35. Pericapritermes silvestrianus
36. Pericapritermes speciosus
37. Pericapritermes tetraphilus
38. Pericapritermes topslipensis
39. Pericapritermes urgens
40. Pericapritermes vythirii